# Unruhen in Frankreich 2005

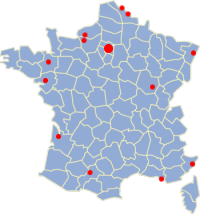
Von den Unruhen betroffene Départements

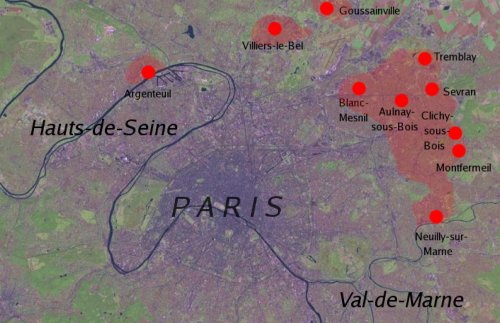
Die Brennpunkte in der Pariser Umgebung

Bei den gewalttätigen Unruhen in Frankreich im Oktober und November 2005 handelte es sich um eine Serie von zunächst unorganisierten Sachbeschädigungen und Brandstiftungen sowie gewalttätigen Zusammenstößen mit der Polizei in der so genannten Banlieue des Großraums Paris, die am Donnerstag, dem 27. Oktober 2005, nach dem Unfalltod zweier Jugendlicher begannen. Zunächst beschränkten sich die Ausschreitungen auf den Heimatort der Jugendlichen, den Pariser Vorort Clichy-sous-Bois. Im Laufe der folgenden Tage weiteten sich die Unruhen zunächst auf Départements des Pariser Umlands wie Seine-et-Marne oder Val-d’Oise, später auch auf andere französische Städte wie Lille, Rouen, Rennes, Dijon, Toulouse, Straßburg und Marseille aus. Alleine am Abend des 3. November wurden 500 Autos und mehrere Häuser in Aulnay-sous-Bois, Neuilly-sur-Marne, Le Blanc-Mesnil sowie im Département Yvelines in Brand gesteckt.

## Vorgeschichte

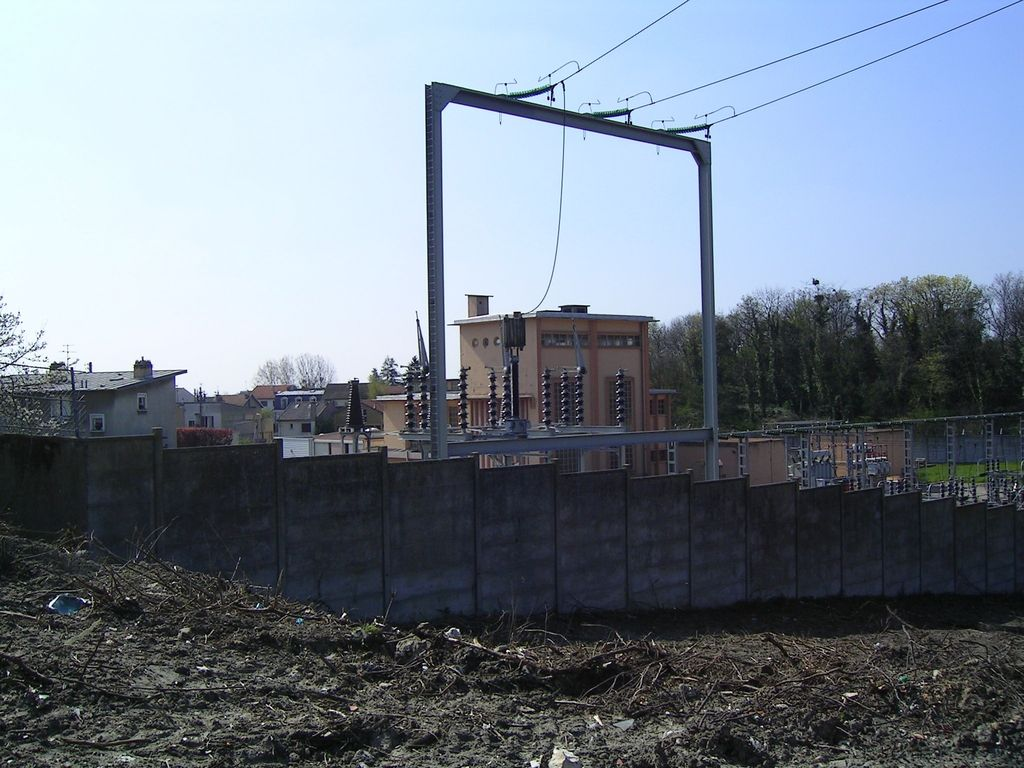
Trafostation in Clichy-sous-Bois, an der die Ereignisse am 27. Oktober 2005 ihren Ursprung hatten

Auslöser für die Gewalt waren Gerüchte um den Tod zweier Jugendlicher aus in Frankreich lebenden Immigrantenfamilien (Ziad Benna, 17, und Bouna Traoré, 15), die am 27. Oktober 2005 in Paris auf der Flucht vor der Polizei die Absperrung zu einem Transformatorenhäuschen überwanden und dort von Stromschlägen tödlich getroffen wurden. Ein weiterer Jugendlicher, der türkischstämmige Muhittin Altun (17), wurde mit schweren Verletzungen ins Krankenhaus eingeliefert. Der Staatsanwalt François Molins gab an, dass die Jugendlichen vor Polizisten flüchteten, die allerdings eine andere Gruppe verfolgt hätten, die sich einer Personenkontrolle entziehen wollte. Dies bestätigte auch der damalige französische Innenminister Nicolas Sarkozy, nachdem er zunächst die Todesopfer des Diebstahls von Baumaterial bezichtigt hatte, was sich schnell als falsch herausstellte. Nachdem die offizielle Untersuchung abgeschlossen worden war, eröffnete Sarkozy ein Ermittlungsverfahren wegen unterlassener Hilfeleistung gegen Unbekannt. Polizisten hatten von der Anwesenheit der Jugendlichen auf dem Gelände gewusst, hätten sich aber trotz der Lebensgefahr der Jugendlichen nicht um diese gekümmert. Diese Vermutung der Angehörigen konnte mittlerweile durch Mitschnitte des Polizeifunks bestätigt werden. Dennoch wurden zwei Polizisten im Jahr 2015 in letzter Instanz freigesprochen.
Der Soziologen Didier Lapeyronnie analysiert den Freispruch, dass es „als tiefgreifende Verweigerung der Gerechtigkeit interpretiert, nicht nur von den Angehörigen, sondern ganz allgemein von der Bevölkerung der Arbeiterviertel“ wird, während die Beziehungen zwischen der Bevölkerung und der Polizei oder Institutionen distanziert und schwierig bleiben werden.
Bereits zuvor war es in den betroffenen Gebieten zu Ausschreitungen gekommen. So wurden im Jahr 2005 bereits vor dem Beginn der eigentlichen Unruhen jede Nacht etwa 90 Autos in Frankreich in Brand gesteckt, insgesamt 28.000 seit Beginn des Jahres 2005. Daneben wurden ca. 17.500 Müllcontainer angezündet, 5.760 Bushaltestellen, Telefonzellen und andere städtische Einrichtungen zerstört und 3.832 Angriffe auf Polizei oder Feuerwehr gezählt. Für mediales Aufsehen sorgte lediglich eine Serie von Brandanschlägen auf jüdische Einrichtungen, die die diplomatischen Beziehungen zwischen Frankreich und Israel belasteten.

## Unruhen

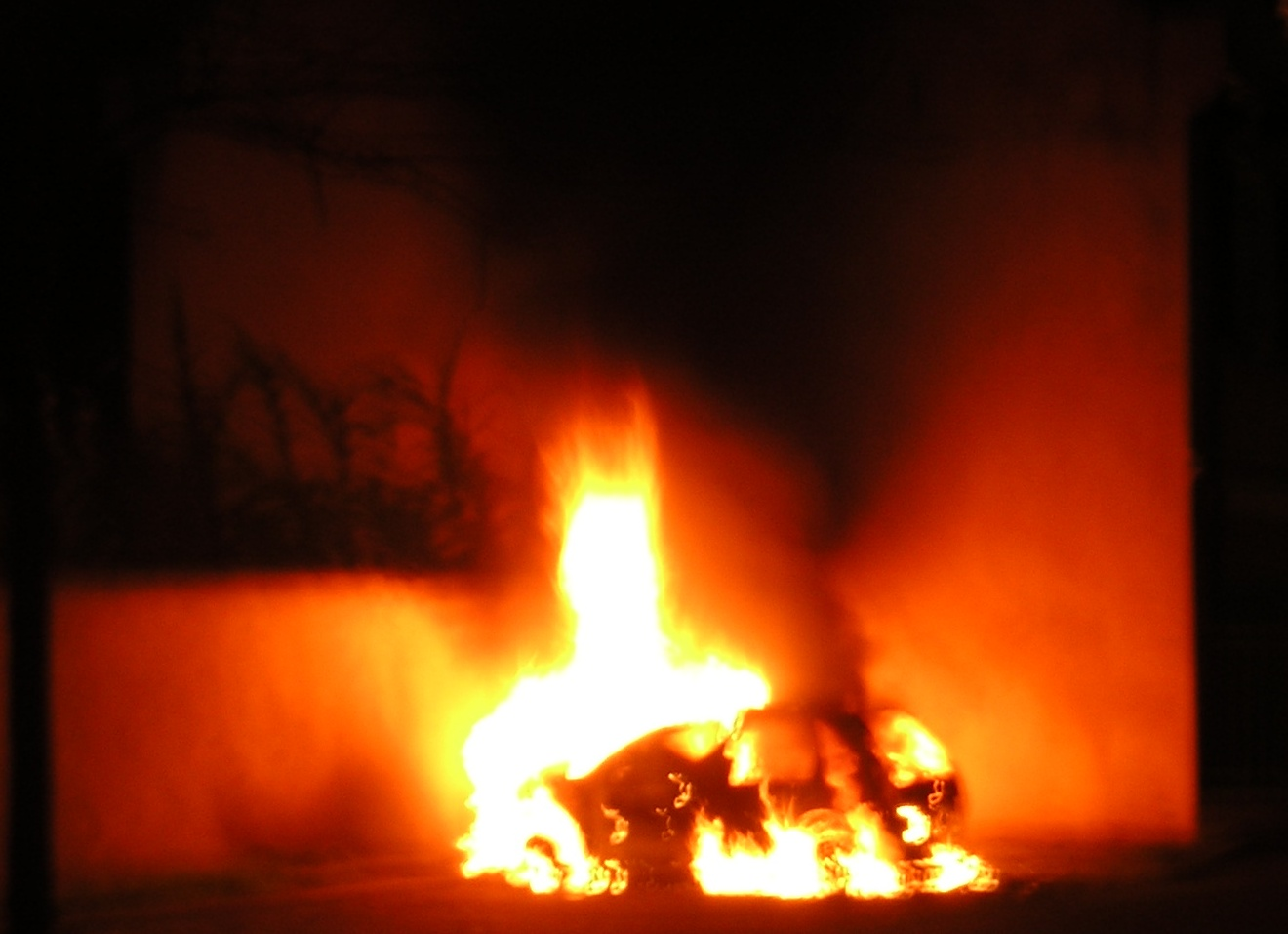
Brennendes Auto in Straßburg,
5. November 2005

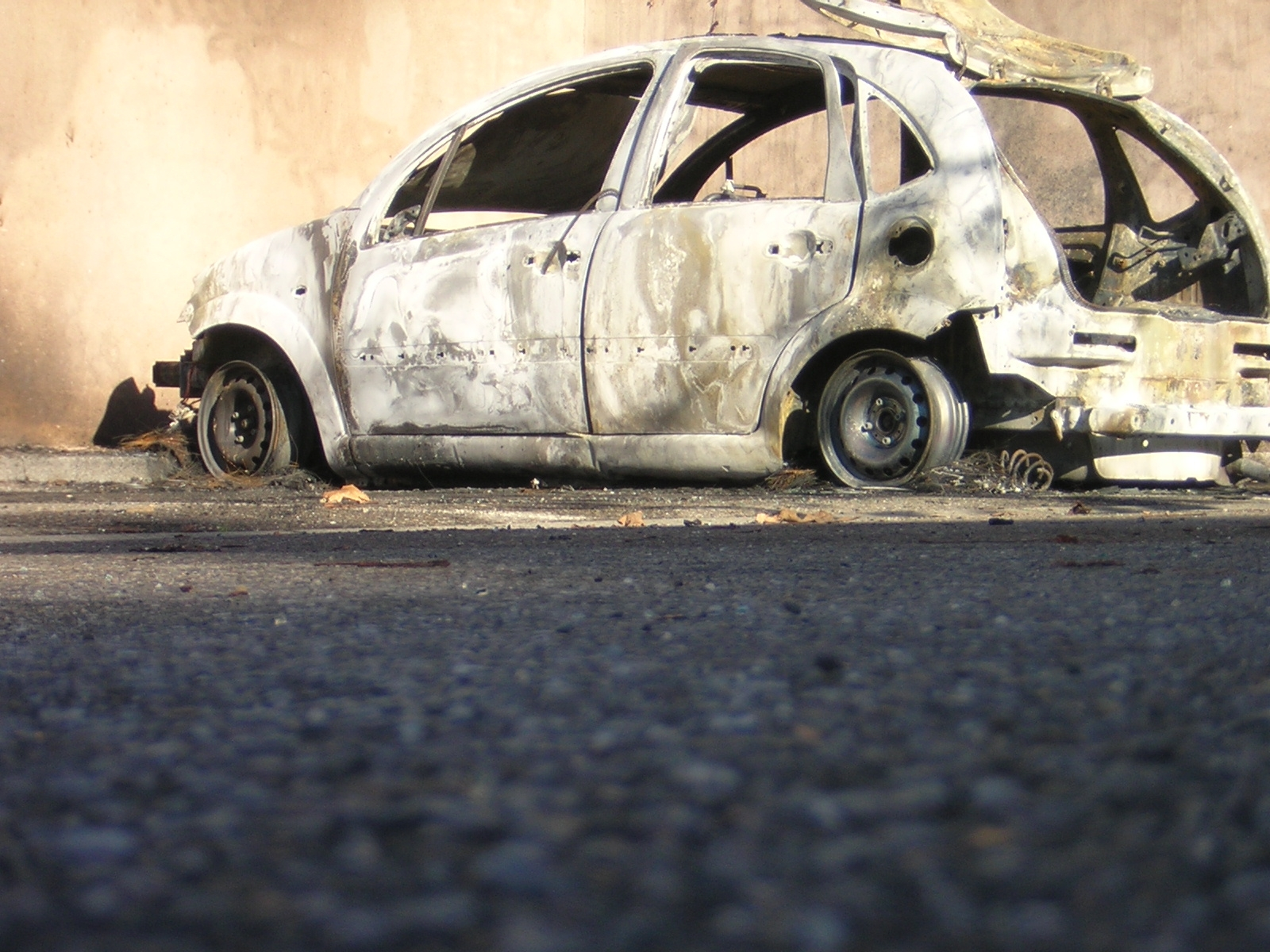
Das ausgebrannte Wrack

Nach dem Tod der beiden Jugendlichen kam es 20 Nächte in Folge zu öffentlichen Krawallen und Straßenschlachten, bei denen von Seiten der Beteiligten vereinzelt mit scharfer Munition geschossen wurde. Am ersten Abend steckten mehrere Jugendbanden etwa zwei Dutzend Autos in Brand. Glasfenster wurden zerbrochen und Bushaltestellen zerstört. Die Krawalle begannen zunächst nur im von hoher Arbeitslosigkeit und Kriminalität geprägten Ort Clichy-sous-Bois bei Paris, bis es in mehreren Städten Frankreichs zu Ausschreitungen kam. Die Polizei versuchte, meist erfolglos, den Ausschreitungen der Jugendbanden Einhalt zu gebieten. Besonders stark waren die Unruhen ab dem 30. Oktober 2005, als am Abend zwei Tränengas-Granaten vor einer voll besetzten Moschee explodierten. Jugendliche lasten diesen Vorfall der französischen Polizei an, welche dies jedoch bestreitet.
In Dijon und rund um Marseille wurden mehr als 30 Autos angezündet. Polizisten wurden mit Steinen beworfen, und es gab Angriffe auf öffentliche Gebäude wie Rathäuser, Schulen oder Polizeiwachen.
Insgesamt wurden bei den Unruhen fast 8500 Autos zerstört; etwa 2500 Personen wurden festgenommen.
Im Département Seine-Saint-Denis, nordöstlich von Paris, wurden 1300 Sicherheitskräfte eingesetzt, die dort die Lage unter Kontrolle bringen sollten. Der öffentliche Nahverkehr musste eingestellt werden, da zahlreiche Busse ständig mit Steinen beworfen oder durch Brände vollständig zerstört wurden.
Am 4. November wurde im Pariser Vorort Stains der 61-jährige Franzose Jean-Jacques Le Chenadec von einem Gewalttäter zusammengeschlagen und erlag seinen schweren Kopfverletzungen.
In der Nacht zum 7. November gingen in der bis dahin schwersten Krawallnacht nach Aussagen der Polizei 1408 Autos sowie erneut zahlreiche Gebäude vom Kindergarten bis zum Krämerladen in Flammen auf.
Die Aufrufe der Regierung, muslimischer Würdenträger und auch der Eltern der zwei Jungen, deren Unfalltod die Unruhen ausgelöst hatte, verhallten ungehört. Brandstifterbanden zogen vermehrt auch in ruhige Viertel. Sogar im Zentrum von Paris wurden einige Autos angezündet. Im weiteren Verlauf der Krawalle wurde von sozialen Verstärkereffekten durch Politik und der Medien gesprochen, so hätten sich Jugendliche vor allem im Internet gegenseitig angespornt und zu übertreffen versucht. Auch Fernsehbilder sollen Jugendliche zusätzlich angetrieben haben.
In Nantes, Rennes, Rouen und Montargis wurden Dutzende Autos und Mülleimer angezündet. Im südfranzösischen Toulouse musste die Feuerwehr nach eigenen Angaben etwa 50 Mal ausrücken, um von Jugendgruppen gelegte Brände zu löschen. Dutzende Jugendliche wurden festgenommen. In Évreux in der Normandie wurde ein Einkaufszentrum bei Zusammenstößen zwischen bewaffneten Jugendlichen und der Polizei schwer beschädigt.
Trotz der Aufrufe der französischen Regierung zu Ruhe und Ordnung setzten randalierende Jugendliche die nächtliche Gewalt fort. 34 Polizisten wurden bei Auseinandersetzungen mit Jugendbanden in Pariser Vorstädten und anderswo im Land verletzt, teilten die Sicherheitskräfte mit. Bis Mitternacht zählte die Polizei mehr als 500 angesteckte Autos und knapp 100 Festnahmen. Zuvor hatte Staatspräsident Jacques Chirac die „Wiederherstellung der Sicherheit und Ordnung“ zur absoluten Priorität erklärt. Am 7. November gab es nach Meldungen der Polizei ein erstes Todesopfer.
In Le Raincy (Seine-Saint-Denis) wurde vom Bürgermeister für den 7. November eine Ausgangssperre verhängt.

## Reaktionen der französischen Politik und Behörden
Am 5. November erklärte der für die innere Sicherheit zuständige französische Innenminister Nicolas Sarkozy, dass „der Staat die Gewalt nicht akzeptieren“ könne. In der Nacht zum 6. November besuchte er überraschend eine Polizeistation im Département Essonne im Süden von Paris, wo er sich mit festgenommenen Minderjährigen auseinandersetzte. Der sozialistische Senator Jean-Luc Mélenchon hatte zuvor die Notwendigkeit eines Dialogs mit den Jugendlichen angemahnt. Die Situation dürfe nicht zum „Konflikt zwischen verzweifelten Jugendlichen und zornigen Polizisten werden“.
Sarkozy geriet immer mehr unter Druck. Durch seine Law-and-order-Parolen (Schlagwort: „Tolérance zéro“) wurde er zur Hassfigur der Jugendlichen, die meist nordafrikanischer Herkunft waren. Sarkozy behauptete, dass diese Unruhen perfekt geplant worden seien. Kritisiert wurde er unter anderem dafür, dass er die Jugendlichen als „Gesindel“ und „Abschaum“ („racaille“) bezeichnete, den man „wegkärchern“, also mit einem Hochdruckreiniger wegspritzen müsse, mit dem Argument, wer auf „Beamte, Familienväter oder junge Leute von der eigenen Hautfarbe“ schieße, könne nur so bezeichnet werden, und so noch mehr Öl ins Feuer gegossen habe. In diesem Zusammenhang sprach er auch vom „Wundbrand“, den es „wegzuschneiden“ gelte. Jugendliche aus den Vororten forderten Sarkozys Rücktritt. Auch Teile der Regierungspartei UMP, deren Vorsitzender Sarkozy war, rückten von ihm ab. Präsident Jacques Chirac rief dagegen zur Ruhe und zum Dialog auf. Kritisiert wurde auch, dass Sarkozy die orts- und bürgernahe police de proximité abschaffte, die für Schlichtungen vor Ort eintreten sollte. Chirac selbst wurde dafür kritisiert, dass er sich erst nach tagelangem Schweigen zu den Ereignissen äußerte.
Premierminister Dominique de Villepin traf sich mit Protestierern aus betroffenen Vierteln zu Gesprächen. Er sagte, es handele sich um Schüler, Studenten, Arbeitslose und Inhaber von Billiglohnjobs. Er äußerte, einen Aktionsplan initiieren zu wollen.
Die Vizevorsitzende der rechtsextremen Front National, Marine Le Pen, forderte am 4. November 2005 in einer Presseerklärung die Verhängung des Ausnahmezustandes und den Einsatz der Armee in den betroffenen Bezirken.
Der Pariser Imam wandte sich gegen die Gewalt und bezeichnete sie als Schande. Auch der Bruder eines der durch Stromschläge getöteten Jugendlichen rief zur Mäßigung auf.
Am 5. November gab es erste Gegendemonstrationen und Proteste der Bevölkerung gegen Gewalt, so trugen etwa 1000 Bürger Transparente mit der Aufschrift „Nein zur Gewalt, Ja zum Dialog“ durch die Straßen Aulnay-sous-Bois bei Paris. In einigen Orten wurden Bürgerwehren gegründet oder zu ihrer Gründung aufgerufen, da die Polizei vielerorts überfordert sei. Diese sah jedoch solche Bestrebungen als sehr kritisch an, weil möglicherweise die Gewalt eskalieren könne.
Der Generalstaatsanwalt von Paris, Yves Bot, meinte, die Zerstörungen seien organisiert. Über das Internet würden Jugendliche in anderen Städten zum Mitmachen aufgerufen. Auch hätten die Unruhen seiner Meinung nach keinen ethnischen Charakter, sondern seien allein gegen die Institution Staat gerichtet.
Am 8. November beschloss die französische Regierung, den Ausnahmezustand zu verhängen. Die Grundlage hierfür bildet ein aus dem Jahre 1955 stammendes Notstandsrecht, das im Algerienkrieg Anwendung fand. Zunächst wurde mit dem Dekret Nr. 2005-1386 der Notstand ausgerufen und sodann im Dekret 2005-1387 die Gebiete und Großstädte präzisiert, in denen der Notstand galt. Im französischen Mutterland war dieses Gesetz bis dahin noch nie angewandt worden. Somit war die Polizei nun ermächtigt, auch präventive Maßnahmen zu ergreifen, wie Hausdurchsuchungen bei Verdacht auf Waffenbesitz. Zudem sollten gezielt Ausgangssperren über Teile des französischen Staatsgebietes verhängt werden.
Die Presselandschaft in Frankreich reagierte sehr unterschiedlich auf die jüngsten Ereignisse. Im Mittelpunkt stand dabei die rechts-konservative Boulevardzeitung France Soir, die von „radikalen Islamisten, organisierten Banden und Guerillakrieg“ sprach. Diese Einschätzung wurde jedoch durch nichts belegt.
Der Grünen-Politiker Daniel Cohn-Bendit nannte organisierte Krawalle „Blödsinn“ und eine „Verschwörungstheorie“, er warf Sarkozy Versagen vor. Er wies auf eine Atmosphäre des Misstrauens schon vor den Krawallen hin, seit Sarkozy Spezialeinheiten anstelle bürgernaher Beamter in den Gebieten einsetzen ließ. Cohn-Bendit forderte eine neue Polizeistrategie, die „materielle Integration“ der Jugendlichen sowie hohe Investitionen in Bildung. Die derzeitigen europäischen Schulsysteme schlössen Einwanderer aus.

## Betroffene Regionen
Pariser Region, Île-de-France
- Essonne: Athis-Mons, Corbeil-Essonnes, Évry, Grigny, Saint-Michel-sur-Orge, Brétigny-sur-Orge
- Hauts-de-Seine: Suresnes, Clamart
- Paris (Zentrum)
- Seine-et-Marne: Meaux, Torcy
- Seine-Saint-Denis: Aubervilliers, Aulnay-sous-Bois, Clichy-sous-Bois, Noisy-le-Grand, Épinay-sur-Seine, Pierrefitte-sur-Seine, Sevran, Montfermeil
- Val-de-Marne: Champigny-sur-Marne, Ormesson-sur-Marne, Villeneuve-Saint-Georges
- Val-d’Oise: Villiers-le-Bel
- Yvelines: Achères, Mureaux, Sartrouville

Andere Regionen (außerhalb der Île-de-France)
- Grand Est 
  - Bas-Rhin: Straßburg
  - Haut-Rhin: Colmar, Illzach, Mülhausen
- Aquitanien (frz.: Aquitaine) 
  - Gironde: Bègles, Blanquefort, Bordeaux, Lormont
  - Pyrénées-Atlantiques: Pau
- Auvergne
  - Puy-de-Dôme: Clermont-Ferrand
- Burgund (frz.: Bourgogne) 
  - Côte-d’Or: Dijon
  - Saône-et-Loire: Montceau-les-Mines, Chalon-sur-Saône
- Bretagne
  - Finistère: Brest, Quimper
  - Ille-et-Vilaine: Rennes, Saint-Malo
- Centre-Val de Loire
  - Indre-et-Loire: Tours
  - Loir-et-Cher: Blois
  - Loiret: Montargis, Orléans
- Champagne-Ardenne
  - Haute-Marne: Saint-Dizier
- Franche-Comté
  - Territoire de Belfort: Belfort
  - Doubs: Montbéliard
- Haute-Normandie
  - Eure: Évreux
  - Seine-Maritime: Le Havre, Rouen
- Languedoc-Roussillon
  - Hérault: Montpellier
  - Pyrénées-Orientales: Canet-en-Roussillon, Perpignan.
- Lothringen (frz.: Lorraine) 
  - Meurthe-et-Moselle: Nancy
  - Moselle: Behren-lès-Forbach, Guénange, Metz, Rombas, Thionville.
  - Vosges: Épinal
- Midi-Pyrénées
  - Département Haute-Garonne: Toulouse
  - Département Hautes-Pyrénées: Tarbes
  - Département Tarn-et-Garonne: Montauban
- Nord-Pas-de-Calais
  - Département Nord: Dunkerque, Hem, Lille, Mons-en-Barœul, Roubaix, Tourcoing, Valenciennes, Wattrelos
  - Département Pas-de-Calais: Calais, Arras
- Pays de la Loire
  - Département Loire-Atlantique: Nantes
  - Département Mayenne: Laval
  - Département Sarthe: Le Mans
  - Département Maine-et-Loire: Angers
- Picardie
  - Aisne: Soissons
  - Oise: Beauvais, Méru, Nogent-sur-Oise, Creil
  - Somme: Amiens
- Provence-Alpes-Côte d’Azur
  - Département Alpes-Maritimes: Drap, Nice, Saint-André
  - Département Bouches-du-Rhône: Marseille
  - Département Var: Draguignan, Fréjus, La Seyne-sur-Mer, Toulon
  - Département Vaucluse: Avignon
- Rhône-Alpes
  - Ain: Bourg-en-Bresse, Meximieux
  - Haute-Savoie: Sallanches, Seynod, Cluse, Ville-la-Grand, Annemasse, Rumilly
  - Isère: Échirolles, Grenoble
  - Loire: Saint-Étienne
  - Rhône: Lyon, Rillieux-la-Pape

## Ursachen und Hintergründe
Frankreich hat eine lange Zuwanderungsgeschichte. Die Immigranten nach Frankreich stammen zum großen Teil aus den ehemaligen französischen Kolonien Marokko, Tunesien, Algerien und Subsahara-Afrika. Viele dieser Immigranten wohnen in großen, ab den 1970er Jahren entstandenen Neubausiedlungen an den Rändern der Großstädte, den Banlieues. Die Integration der Einwanderer, von denen eine Mehrheit die französische Staatsbürgerschaft hat, ist nur sehr unvollständig gelungen. Experten sehen die Gewaltausbrüche als einen Ausdruck für die lange aufgestaute Wut vieler Jugendlicher vor allem afrikanischer Herkunft über die herrschende relative Armut, den Rassismus, die Perspektivlosigkeit, die Massenarbeitslosigkeit und die damit verbundene Resignation, Langeweile und Bandenkriminalität sowie fehlende Integrationsmöglichkeiten (Ghettoisierung), die besonders die Migranten in den Trabantenstädten betreffen (vgl. Youth Bulge).
Soziologen warnten schon länger vor einer Eskalation, da die Vorstädte seit etwa 20 Jahren politisch vernachlässigt worden seien. Die Jugendlichen selbst hatten zuvor wiederholt versucht, friedlich auf ihre Situation aufmerksam zu machen, wie z. B. durch den „marche des Beurs“, doch die erhofften Reaktionen blieben aus. Einsparungen und Sozialabbau vor allem auf kommunaler Ebene verschärften die Situation. Die bestehende Frustration wurde neben ethnischen und religiösen Spannungen durch das Gefühl verstärkt, politisch ignoriert und lediglich durch die Polizei ruhig gestellt und schikaniert zu werden. Ein Teilnehmer der Ausschreitungen sagte: „Die Menschen vereinen sich, um zu sagen, dass wir genug haben. Wir leben in Ghettos. Jeder lebt in Angst.“ Der Soziologe Michel Wieviorka deutete in Medien die Ereignisse als Revolte gegen die Ordnung, die Jugendlichen griffen Symbole des Staates an. Die Integration habe versagt, die Einwohner fühlten sich von der Gesellschaft ausgeschlossen und perspektivlos.
Bei den rebellierenden Jugendlichen in den französischen Vorstädten handelte es sich so gut wie ausschließlich um männliche Jugendliche. Männliche wie weibliche Jugendliche in Migrantenfamilien lebten – so etwa die Zeitschrift Emma in einer geschlechterorienterten Analyse – im Spannungsfeld zwischen einer traditionell geprägten Kultur, die oft stark patriarchalisch dominiert sei und der westlichen Kultur des Landes, in dem sie wohnen. Sie erlebten Diskriminierung und soziale Benachteiligung, weil ihre Stadtviertel stigmatisiert seien, sie aus dem Ausland kommen und häufig in ärmlichen Verhältnissen lebten. Da es ihnen an Strategien zur Konfliktlösung mangele, griffen männliche Jugendliche leichter zu Gewaltmaßnahmen.

## Mediale Rezeption und Bearbeitung
Das französische Filmdrama Hass schilderte bereits 1995 das trostlose Leben in den Banlieues Frankreichs. Er handelt vom Leben dreier jugendlicher Protagonisten, deren Welt von Hip-Hop, Gewalt, Drogen und Auseinandersetzungen mit der Polizei beherrscht wird.
Nach den Ereignissen:
- Wut in den Städten. (OT: L'embrasement.) Fernsehfilm, Frankreich, 2006, 78 Min., Buch: Marc Herpoux, Philippe Triboit, Regie: Philippe Triboit, Produktion: Cinétévé, arte France, deutsche Erstsendung: 12. Januar 2007, Inhaltsangabe von arte
- In dem aufgrund der Gewaltdarstellungen kontrovers diskutierten Video „Stress“ der französischen Band Justice geht es um eine Gruppe Jugendlicher algerischer und afrikanischer Abstammung, die wild randalierend durch Paris zieht und dabei von einem Kamerateam gefilmt wird.
- Der algerisch-französische Fotograf Mohamed Bourouissa widmet sich in seiner Fotoserie „Périphérique“ (2005–2009) den Riten und Gebräuchen auf den Straßen der Banlieue. In großformatigen Arbeiten inszeniert und stilisiert er gewalttätige Körpersprache in artifiziellen Bildern.[10]
- Der Krimi „Einschlägig bekannt“ der Historikerin Dominique Manotti behandelt die Unruhen und die Verwicklung der Polizei in Korruption.

## Widerhall in Deutschland
Zur Situation in Deutschland äußerten Jörg Schönbohm und Wolfgang Bosbach (beide CDU), viele Jugendliche nichtdeutscher Herkunft würden sich ebenfalls ausgeschlossen fühlen und könnten in Zukunft besonders in den sozialen Ghettos ihre Wut und ihren Hass auf ähnliche Weise zum Ausdruck bringen. Günther Beckstein (CSU) warnte vor „Parallelgesellschaften“.
Als Nachahmungstaten wurden vereinzelte Brandanschläge in Bremen-Huchting, Berlin-Moabit und Brüssel bekannt. In Berlin wurde dabei neben Autos und Kleidercontainern auch eine leerstehende Schule in Brand gesetzt. Auch in Köln gab es vereinzelte Fälle. Ob diese auf die französischen Unruhen zurückzuführen sind oder anderweitig motiviert sind, war unklar.